# Kärsti Stiege
Kärsti Stiege, född 7 juni 1953, död 12 juli 2017, var en svensk sångerska och fotograf.
Kärsti Stiege var sångerska i det tidiga Tant Strul men slutade efter gruppens andra singel Alice Underbar/Hjärtan slå, då Kajsa Grytt tog över sångarrollen i gruppen. Framförallt var  Kärsti Stiege författare och frilansfotograf som specialiserat sig inom dokumentär fotografering.  Barnen hade hon med Johan Zachrisson.

## Böcker
- Barnlös! Värdelös? Nordan, 1982
- Indien - En Handbok, Liber, 1984
- Att Föda på Kvinnans Villkor, Prisma, 1988
- Födsel på Kvinnans Villkor, Hans Reitzels Förlag, 1989
- Da Terra Das Gentes, Stiege/Zachrissons Production & In Loco, 1999
- Mercado do Tavira, Stiege/Zachrisson Production & Camara Municipal Tavira, 1999
- Möt Buddha, Stiege/Zachrisson Production, 2004
- Kärsti Stiege c/o Poste Restante, Palacio Galeria, Tavira, 2013

## Separatutställningar på följande museer samt konsthallar i urval
Östasiatiska museet Stockholm, Medelhavsmuseet, Stockholm, Kulturhuset, Stockholm, Rädda Barnen, Stockholm, SIDA, Stockholm, Jamtli, Östersund, Kulturen i Lund, Sundsvalls museum, Malmö konsthall, Blå Stället, Göteborg, Frölunda kulturhus, Göteborg, Lunds konsthall, Museo do Traje, Lissabon, Galeri Evora Art, Portugal, Palacio Galeria, Portugal, Casa del Tibet, Barcelona, Tibetan Pavillion, Auroville, Indien m.fl.

## Film
- Mötet med Cheyenne, 1992
- Voices from the Heart, 1992
- Teresa - A Way of Life, 2011
- Kolam - Street Art of India, 2014

## Övriga projekt i urval
- Dokumentation om Tibetanska Flyktingar Indien, samarbete med Yatra Arts Foundation, Auroville Indien, fotodokumentation "Al Gharb- Morocco", Portugal,
- Tusen Trådar & Heliga Cirklar, Nacka Konsthall, Stockholm